# Seven Sisters Waterfalls
Die Seven Sisters Falls sind Wasserfälle auf der Karibikinsel Grenada.

## Geographie
Die Wasserfälle befinden sich (ebenso wie die nahegelegenen Honeymoon Falls) im Parish Saint Andrew im Osten der Insel.